# DeWitt (Michigan)
DeWitt è un comune degli Stati Uniti d'America, situato nello Stato del Michigan, nella contea di Clinton.